# الیزابت مک‌مستر
الیزابت مک‌مستر (انگلیسی: Elizabeth McMaster؛ ۲۷ دسامبر ۱۸۴۷–۳ مارس ۱۹۰۳) پرستار و بشردوست اهل کانادا بود. وی سرپرست کمیته‌ای بود که بیمارستان کودکان ناخوش را بنیان نهادند.
ور در سال ۱۹۲۶ میلای در رشتهٔ پرستاری از «دانشکده پرستاری ایلینوی» (که بعدها در دانشکدهٔ پرستاری دانشگاه شیکاگو ادغام گردید) فارغ‌التحصیل شد و مدتی در مراکز بهداشتی-درمانی مختلف در شیکاگو، لس آنجلس و اسکنکتدی، نیویورک فعالیت کرد. وی با الهام از بیمارستان گریت اورمند استریت در لندن، بیمارستان کودکان ناخوش را در تورنتو پایه‌گذاری کرد.